# Михаило Вишевић
Михаило Вишевић, познат и као Михаило Захумски (око 910 — око 935), био је српски владар Захумља (лат. Chulmorum) у првој половини X века. У писаним изворима јавља се са титулама „архонт Захумља”, „дукс Захумља” „дукс Словена”, али 926. и као „краљ Словена”, а обично се претпоставља да је имао словенско звање кнез. Није јасно да ли је био вазал владара Србије до 924. године, а после слома Србије можда је био вазал Бугарске. Изгледа да је његова снага значајно порасла управо од 924. када је водио офанзивну политику и проширио 926. године своје поседе на Апенинско полуострво. Тако је постао један од најзначајнијих владара на Јадранском мору.

## Порекло Михаила Вишевића
Владарски род у Захумљу водио је порекло од Словена са Висле. У свом делу О управљању Царством византијски цар Константин Порфирогенит (913—959) записао је:
Племе патриција и проконзула Михаила, сина Вишевца (τοῦ Βουσεβούτζη), архонта Захумљана, потиче од некрштених становника, који живе на реци Висли (Βίσλα)…— Константин Порфирогенит, византијски цар
 Постоје претпоставке да помињање Висле само даје прецизнију одредницу порекла Захумских Срба, а да Вишевићи заправо представљају бочну линију Властимировића од кнеза Вишеслава. 
Захумље је обухватало део данашње источне Херцеговине и део југоисточне Хрватске. 
O становништву Захумља Константин 7. записао је да га чине Срби који су дошли када и остали Срби на Балканско полуострво, а да у 10. веку имају 5 насељених градова. Само за Стон није спорно где се налазио и налази, а био је и једна од престоница Михаила Захумског.

## Михаилова владавина до 924.
Не зна се када је Михаило рођен, или тачно када је ступио на престо, али се претпоставља да је рођен између 880. и 890. године, а да је власт преузео крајем прве деценији X века. 
У писаним изворима Михаило Вишевић, прво се појављује 912. године, када је пресрео и заробио Петра Бадоарија будућег млетачког дужда и сина тадашњег дужда Урса II (912—932), који се враћао из Цариграда. Михаило је заробљеника послао Симеону Бугарском (893—927). Тим поступком Михаило Захумски показао је кога жели за савезника између Византија и Бугарске, а тиме је стекао поверење бугарског владара. У Србији тада је владао архонт (кнез) Петар Гојниковић (892—917), који је био и кум Симеона Бугарског. Није познато да ли је Михаило Захумски био вазал владара Србије Петра Гојниковића, или је држао суверену власт у Захумљу 912. а можда је контролисао и део Неретљанске области.
Симеоново јачање на Балканском полуострву, било је претња за Србију и Петра, јер је Симеон могао, када заврши сукобе са Византијом, кренути на Србију и претворити је у своју провинцију, као што су неколико деценија раније неуспешно покушали његови претходници. Петар је почео да преговара 917. са драчким стратегом Лавом Рабдухом о стварању савеза Византије, Срба и Мађара против Симеона, а преговори су вођени на простору Неретљанске области, у делу Србије који је био удаљен од Симеонове Бугарске. Иако је сусрет Петра и Лава вођен у тајности Симеона је о њему известио Михаило Вишевић. Решен да спречи стварање овакве широке коалиције владар Бугарске исте године шаље на Петра војску која је са собом водила његовог брата од стрица Павла Брановића (917—923) као претендента на престо Србије. Петар се без борбе предаје и одлази у заробљеништво, а Павле постаје нови врховни архонт (кнез) Срба.

## Михаилова владавина после слома Србије 924. године
Током владавине Павлове и Захаријине (923—924) Михаило је вероватно потпомогнут Симеоном проширио свој утицај на Неретљанску област, пошто се после слома Србије 924. године помиње као врховни представник односно владар Срба у приморју северно од Дубровника. Историјски извори не наводе да ли је после пада Србије номинално признао Симеонову власт или евентуално Томиславову (910—928) после његове победе над Сименовим трупама, али је извесно да је он наступао веома самостално, чак иако је можда формално признавао нечију власт. По некима он се у савезу са Томиславом супротставио Симеоновим трупама.
На сплитском црквеном сабору 925. године Михаило се спомиње одмах после Томислава, (лат. Michaeli excellentissimo duci Chulmorum), као представник Срба из Захумља и Неретљанске области. На сабору је и поред великог залагања Гргура Нинског одбачена словенска служба, а Сплит постаје црквено средиште како Хрватске, тако и северног дела Срба који су се налазили под утицајем римског патријарха односно Папе.
Врхунац Михаилове владавине засигурно представља прелазак Јадранског мора и освајање Сипонта 10. јула 926. године, који је тада формално, попут Дубровника, признавао власт Византије, али је заправо био самосталан и под сталним притиском Арапа и Лангобарда. У то време у писаним изворима Михаило је „rex Sclavorum” и према томе био је први владар Срба са титулом краља у писаним изворима.
Недуго после заузећа Сипонта, он од Византије добија титулу антипата односно намесника, чиме му је призната власт над градом и несумњиви значај који је имао на Јадрану у то доба, пошто је званично постао намесник тј. заштитник неких делова Јадрана које је Византија сматрала својим.
Не зна се када је Михаило умро, али је извесно да су значај и снага његове државе опали, ако не крајем његове владавине, оно сигурно непосредно после његове смрти, јер се Захумље и Неретљанска област налазе у саставу Чаславове (931 — око 960) обновљене Србије средином X века. У прилог овоме иде и чињеница да се наредно средиште српске државе после коначног слома првобитне Србије на Балканском полуострву око 960. године не јавља у Захумљу, већ под светим Јованом Владимиром (око 995 — 1015) у Дукљи.

### Примарни извори
- ВИИНЈ, II (1959). Византијски извори за историју народа Југославије, II. Београд.
- Константин Порфирогенит, „De administrando Imperio“ (О управљању Царством) (глава 32, глава 36)
- Константин Порфирогенит, „De ceremonias“ (О церемонијама)
- Јован Ђакон, „Венецијанска хроника“
- , „Анали града Барија“

### Научни радови
- Острогорски, Георгије (1969). Историја Византије. Београд: Просвета.
- Острогорски, Георгије (1970). Византија и Словени. Београд: Просвета.
- Станоје Станојевић, „Историја Српскога Народа“, Београд 1989.
- Веселиновић, Андрија; Љушић, Радош (2002). Родослови српских династија. Нови Сад: Платонеум.
- Веселиновић, Андрија; Љушић, Радош (2008). Српске династије (2. изд.). Београд: Службени гласник.
- Живковић, Тибор (2006). Портрети српских владара (IX-XII век). Београд: Завод за уџбенике и наставна средства.
- Коматина, Предраг (2021). Константин Порфирогенит и рана историја Јужних Словена (PDF). Београд: Византолошки институт САНУ. ISBN 978-86-83883-28-8. Архивирано из оригинала (PDF) 12. 8. 2024. г.
- Uzelac, Aleksandar (2018). Prince Michael of Zahumlje – a Serbian ally of tsar Symeon. София: St Kliment Ohridski University Press.
- Јанковић, Ђорђе (2007). Српско поморје од 7. до 10. столећа (PDF). Београд.
- Томас, Ивана (2016). Нова промишљања о цркви Св. Михаила у Стону. Задар.
- Логос, Александар (2019). Историја Срба. 1, Допуна 4 ; Историја Срба. 5 (PDF). Београд: АТЦ. ISBN 978-86-85117-46-6. Архивирано из оригинала (PDF) 19. 05. 2023. г. Приступљено 06. 09. 2020.